# Blepharis

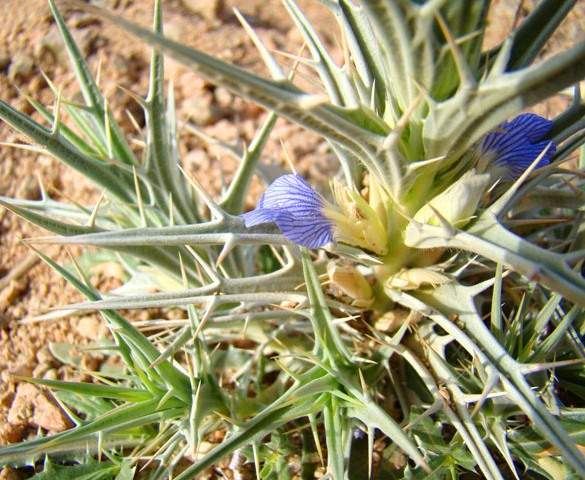
Blepharis edulis

Blepharis – rodzaj roślin należących do rodziny akantowatych (Acanthaceae). Obejmuje 126–129 gatunków. Występują one niemal w całej Afryce (brak ich w północno-zachodniej jej części) oraz w południowej i południowo-wschodniej Azji. Najbardziej zróżnicowane są w południowej i wschodniej Afryce. Nasiona niektórych gatunków są pożywieniem w Afryce, przedstawiciele tego rodzaju są też stosowani w leczeniu wąglika.

## Morfologia

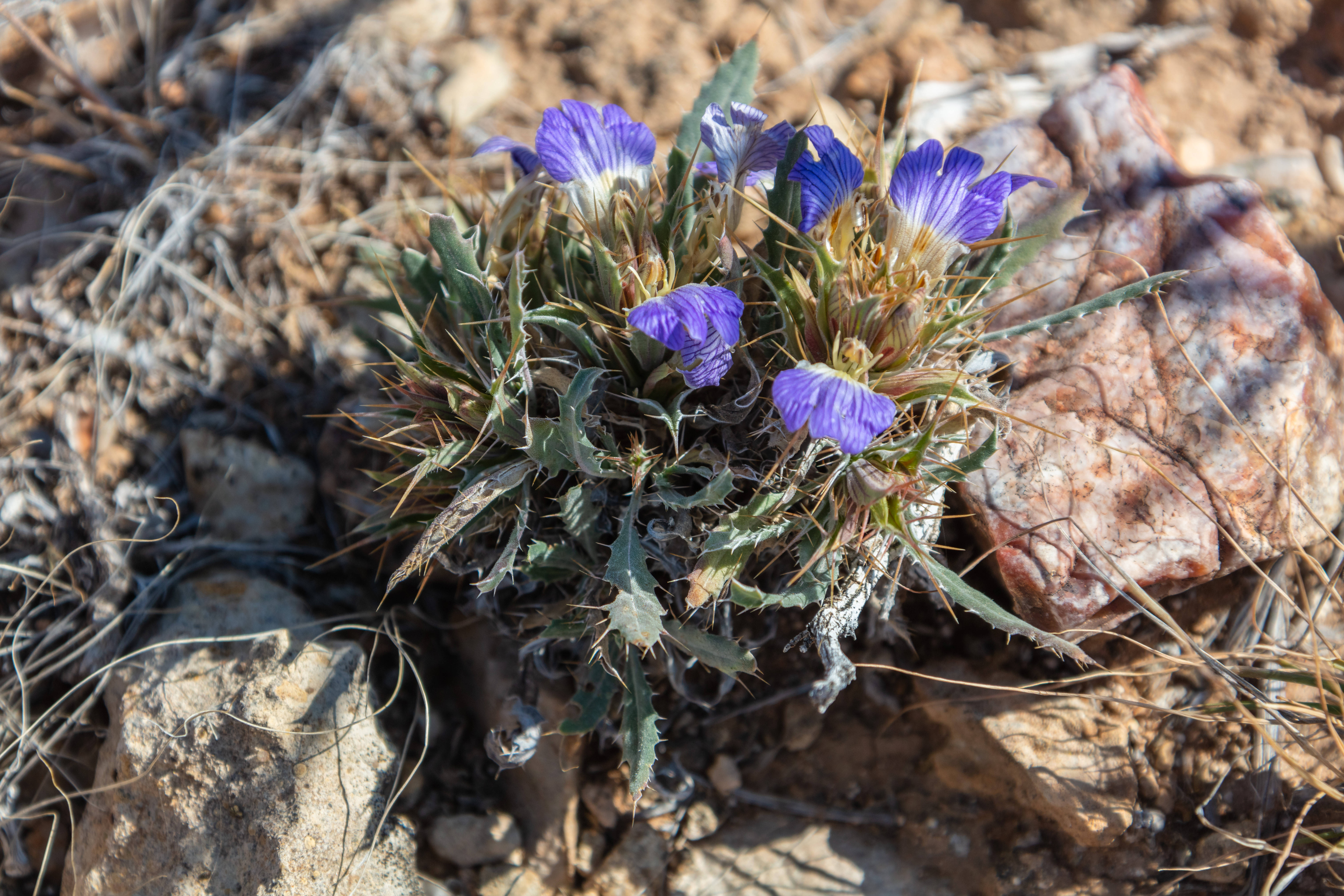
Blepharis gigantea

PokrójRośliny zielne, zarówno byliny, jak i jednoroczne, także półkrzewy i krzewy.
LiścieW okółkach po 4, rzadko naprzeciwległe. Pary liści w okółku nierówne – jedna większa, druga mniejsza. Blaszka siedząca lub krótkoogonkowa, na brzegu podwinięta, na wierzchołku zwykle ostro zakończona, zwykle z kolcem.
KwiatyZebrane w szczytowe, kłosopodobne kwiatostany złożone, składające się z kwiatów skupionych w węzłach w wierzchotki, główki lub rozwijające się pojedynczo. W obrębie kwiatostanu występują skórzaste i ostre przysadki, zwykle ząbkowane, lancetowate do równowąskich. Kielich jest tworzony przez cztery łuskowate działki, z których jedna jest większa i trójnerwowa, pozostałe z jednym nerwem. Działki zakończone są ostrymi kolcami (większa grzbietowa czasem z trzema kolcami), dodatkowo są ostro ząbkowane na brzegu. Płatki zwykle w różnym stopniu owłosione, są zrośnięte w dole w rurkę i na końcu tworzą dwuwargową koronę z silnie rozwiniętą, poziomo odstającą, trójłatkową wargą dolną. Pręciki cztery, wystające z rurki, ale osłonięte przez grzbietową działkę kielicha. Zalążnia górna, dwukomorowa, z dwoma zalążkami w każdej z komór. Szyjka słupka pojedyncza, u nasady z dwiema kępami gruczołowatych włosków, zakończona niepodzielonym lub dwudzielnym znamieniem.
OwocePodługowate torebki zawierające zwykle dwa, rzadziej cztery nasiona.  Nasiona pokryte włoskami pęczniejącymi i śluzowaciejącymi w kontakcie z wodą.

## Systematyka

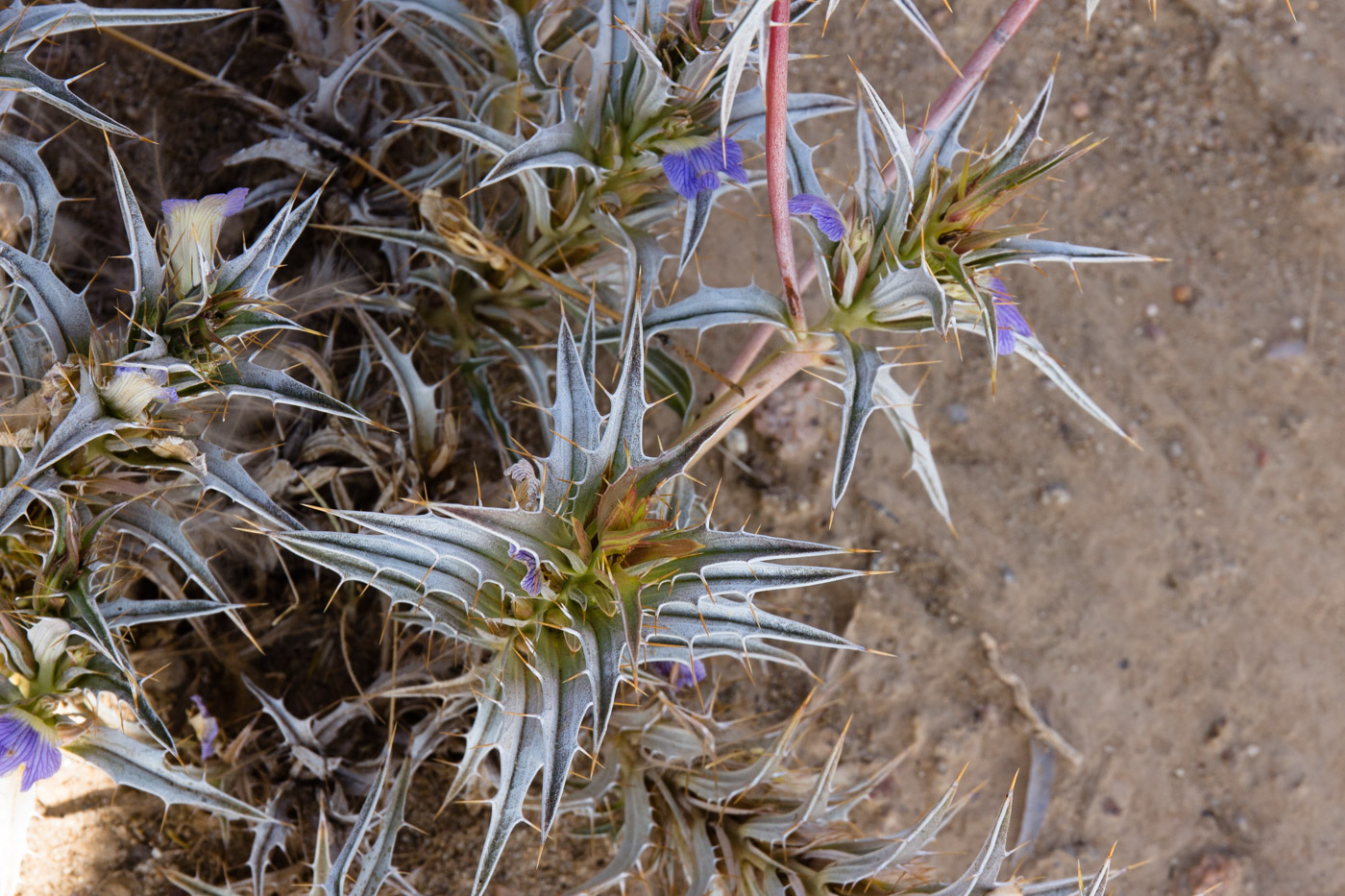
Blepharis grossa

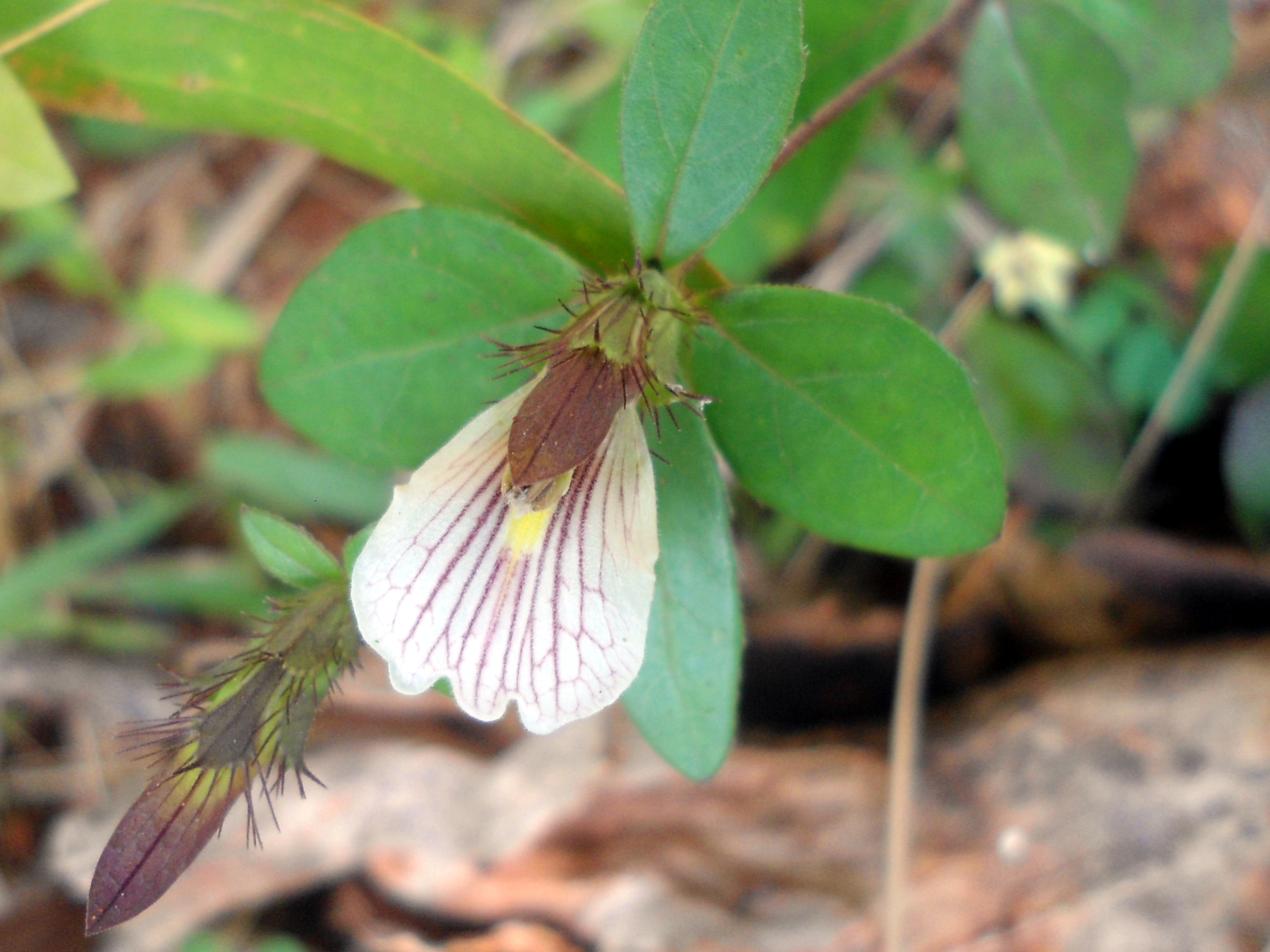
Blepharis maderaspatensis

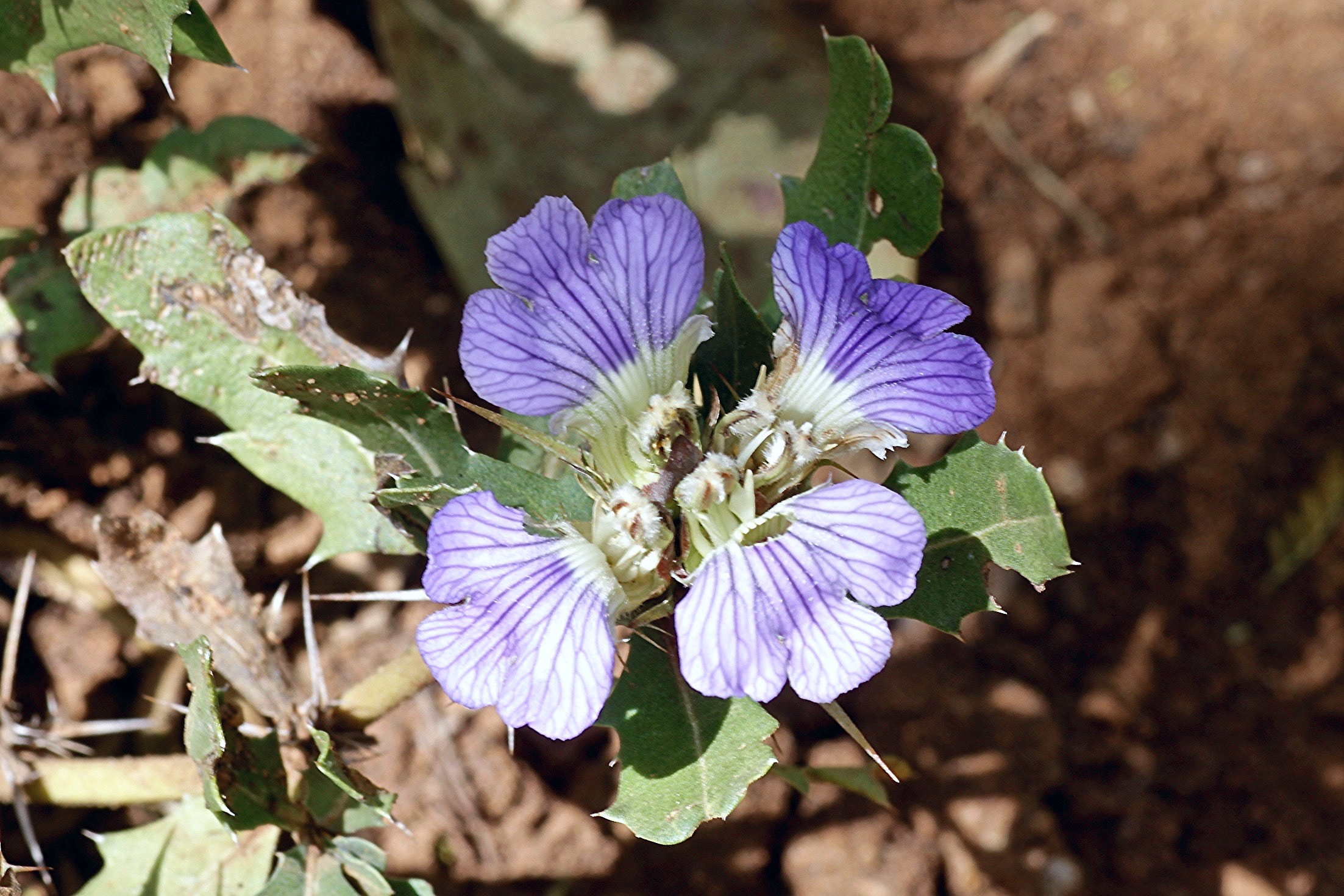
Blepharis natalensis

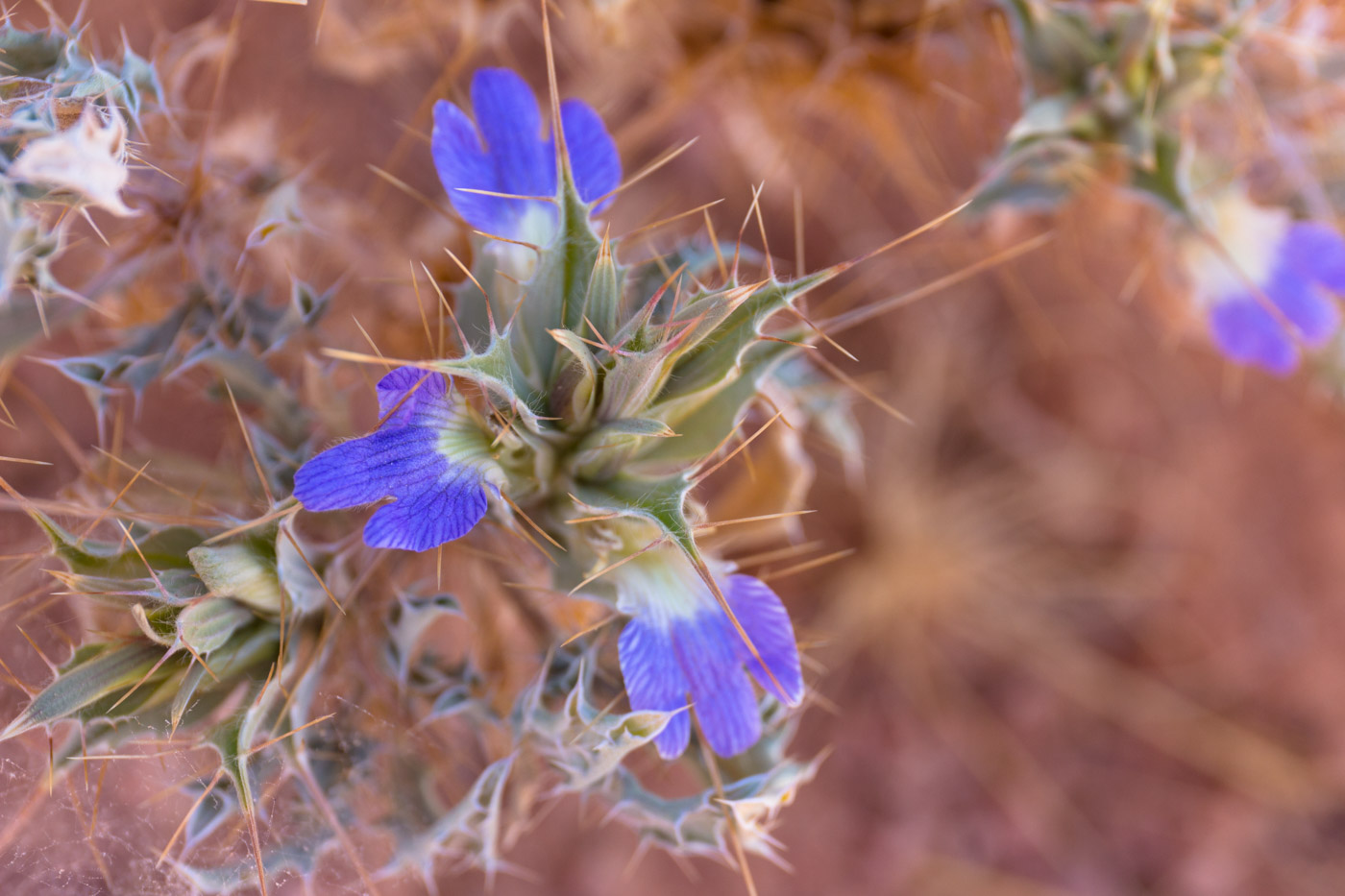
Blepharis obmitrata

Rodzaj z plemienia Acantheae z podrodziny Acanthoideae w obrębie rodziny akantowatych Acanthaceae.
Wykaz gatunków
- Blepharis acanthodioides Klotzsch
- Blepharis acuminata Oberm.
- Blepharis aequisepala Vollesen
- Blepharis affinis Lindau
- Blepharis angusta (Nees) T.Anderson
- Blepharis aspera Oberm.
- Blepharis asteracantha C.B.Clarke
- Blepharis attenuata Napper
- Blepharis bainesii S.Moore ex C.B.Clarke.
- Blepharis boranensis Vollesen
- Blepharis breyeri Oberm.
- Blepharis buchneri Lindau
- Blepharis burundiensis Vollesen
- Blepharis calcitrapa Benoist
- Blepharis capensis (L.f.) Pers.
- Blepharis chrysotricha Lindau
- Blepharis ciliaris (L.) B.L.Burtt
- Blepharis crinita Benoist
- Blepharis cuanzensis Welw. ex S.Moore
- Blepharis cuspidata Lindau
- Blepharis decussata S.Moore
- Blepharis dhofarensis A.G.Mill.
- Blepharis dilatata C.B.Clarke
- Blepharis diplodonta Vollesen
- Blepharis diversispina (Nees) C.B.Clarke
- Blepharis drummondii Vollesen
- Blepharis dunensis Vollesen
- Blepharis duvigneaudii Vollesen
- Blepharis edulis (Forssk.) Pers.
- Blepharis espinosa Phillips
- Blepharis exigua (Zoll. & Moritzi) Valeton ex Backer
- Blepharis fenestralis Vollesen
- Blepharis ferox P.G.Mey.
- Blepharis flava Vollesen
- Blepharis fleckii P.G.Mey.
- Blepharis forgiarinii J.-P.Lebrun & Stork
- Blepharis furcata (L.f.) Pers.
- Blepharis gazensis Vollesen
- Blepharis gigantea Oberm.
- Blepharis glinus Fiori
- Blepharis glomerans Benoist
- Blepharis glumacea S.Moore
- Blepharis grandis C.B.Clarke
- Blepharis grossa (Nees) T.Anderson
- Blepharis gypsophila Thulin & Vollesen
- Blepharis hildebrandtii Lindau
- Blepharis hirtinervia (Nees) T.Anderson
- Blepharis huillensis Vollesen
- Blepharis ilicifolia Napper
- Blepharis ilicina Oberm.
- Blepharis inaequalis C.B.Clarke
- Blepharis inermis (Nees) C.B.Clarke
- Blepharis inflata Vollesen
- Blepharis innocua C.B.Clarke
- Blepharis inopinata Vollesen
- Blepharis integrifolia (L.f.) E.Mey. & Drège ex Schinz
- Blepharis involucrata Solms ex Schweinf.
- Blepharis itigiensis Vollesen
- Blepharis javanica Bremek.
- Blepharis katangensis De Wild.
- Blepharis kenyensis Vollesen
- Blepharis kuriensis Vierh.
- Blepharis laevifolia Vollesen
- Blepharis lawsonii G.S.Giri & R.N.Banerjee
- Blepharis leendertziae Oberm.
- Blepharis linariifolia Pers.
- Blepharis longifolia Lindau
- Blepharis longispica C.B.Clarke
- Blepharis macra (Nees) Vollesen
- Blepharis maculata Benoist
- Blepharis maderaspatensis (L.) B.Heyne ex Roth
- Blepharis marginata (Nees) C.B.Clarke
- Blepharis menocotyle Milne-Redh.
- Blepharis meyeri Vollesen
- Blepharis mitrata C.B.Clarke
- Blepharis montana Vollesen
- Blepharis natalensis Oberm.
- Blepharis noli-me-tangere S.Moore
- Blepharis obermeyerae Vollesen
- Blepharis obmitrata C.B.Clarke
- Blepharis obtusisepala Oberm.
- Blepharis ogadenensis Vollesen
- Blepharis panduriformis Lindau
- Blepharis paradoxa Fritsch
- Blepharis pascuorum S.Moore
- Blepharis petalidioides Vollesen
- Blepharis petraea Vollesen
- Blepharis pratensis S.Moore
- Blepharis procumbens (L.f.) Pers.
- Blepharis pruinosa Engl.
- Blepharis pungens Klotzsch
- Blepharis pusilla Vollesen
- Blepharis reekmansii Vollesen
- Blepharis refracta Mildbr.
- Blepharis richardsiae Vollesen
- Blepharis scandens Vollesen
- Blepharis scindica Stocks ex T.Anderson
- Blepharis sericea Vollesen
- Blepharis serrulata (Nees) Picalho & Hiern
- Blepharis sinuata (Nees) C.B.Clarke
- Blepharis sol C.B.Clarke
- Blepharis somaliensis Vollesen
- Blepharis spiculifolia Balf.f.
- Blepharis spinescens Vollesen
- Blepharis spinifex Merxm.
- Blepharis spinipes Vollesen
- Blepharis squarrosa (Nees) T.Anderson
- Blepharis stainbankiae C.B.Clarke
- Blepharis stuhlmannii Lindau
- Blepharis subglabra Vollesen
- Blepharis subvolubilis C.B.Clarke
- Blepharis swaziensis Vollesen
- Blepharis tanae Napper
- Blepharis tanganyikensis (Napper) Vollesen
- Blepharis tanzaniensis Vollesen
- Blepharis tenuiramea S.Moore
- Blepharis tetrasticha Lindau
- Blepharis thulinii Vollesen
- Blepharis torrei Vollesen
- Blepharis transvaalensis Schinz
- Blepharis trifida Vollesen
- Blepharis trispina Napper
- Blepharis turkanae Vollesen
- Blepharis uniflora C.B.Clarke
- Blepharis uzondoensis Vollesen
- Blepharis welwitschii S.Moore